# 王元 (圍棋棋手)
王元（1960年4月27日—），中国围棋職業八段，前國家少年圍棋隊副總教練，《中國圍棋年鑒》編委，中央電視台著名圍棋掛盤講解講師，天元圍棋頻道主講，現任《圍棋天地》雜誌主編。他的前妻是围棋职业棋手郭鹃五段。

## 簡介
王元14歲學棋，16歲進體校，19歲進集訓隊，1982年定為四段，1995年升為八段。

## 国内比赛成绩
- 第2屆江鈴杯名人賽冠軍
- 第2屆“五牛杯”全國賽第二名
- 第6屆天元賽本賽第二名
- 第3屆棋王賽第三名。

## 圍棋系列節目
- 圍棋教室中級（52集）
- 圍棋死活大全
- 圍棋定式大全
- 圍棋入門快易精
- 圍棋實戰攻防大全
- 王元圍棋戰術大全